# Pieter Prinsloo
Pieter Prinsloo (Johannesburgo, Sudáfrica, 1 de julio de 1992) es un baloncestista sudafricano que juega en la posición de pívot, aunque ocasionalmente también actúa en la posición de ala-pívot. Actualmente es parte del plantel del MBB de Sudáfrica. Ha sido internacional con la selección de Sudáfrica.

## Trayectoria
Formado en los Estados Unidos, Prinsloo fue reclutado en 2010 por los Marist Red Foxes de la Metro Atlantic Athletic Conference de la División I de la NCAA. Con ese equipo jugaría los siguientes cuatro años, aunque sumando pocos minutos por estar destinado por su entrenador a integrar el grupo de suplentes.
A partir de 2014 el sudafricano comenzó a actuar profesionalmente. Su primer destino fue el Lima Express de la Premier Basketball League, una liga menor estadounidense. Ya en 2015 jugó para el ExSal de la Liga Mayor de Baloncesto de El Salvador, con el que se consagraría campeón del torneo Apertura. Luego de ello pasó por Los Trinis del Torneo ACB de Nicaragua, volviendo a El Salvador para disputar la fase final del torneo Clasura de la LMB con el Santa Tecla BC (aunque, debido a una lesión, tuvo que dejar prontamente al equipo, siendo sustituido por el panameño Ernesto Oglivie). 
A comienzos de 2016 tramitó su incorporación al Stade Nabeulien de Túnez, pero ello finalmente se frustró. El sudafricano reaparecería en el circuito profesional a fines de marzo, siendo fichado por el Calero de la Liga Boliviana de Básquetbol. Culminada allí su experiencia, Prinsloo retornó a Nicaragua para disputar otra temporada del Torneo ACB con Los Trinis, en la cual esta vez su equipo conquistaría el título. Cerró el año reforzando al también nicaragüense Costa Caribe en la Liga Centroamericana de Baloncesto.
En 2017 el pívot cambió Latinoamérica por África, jugando para el club nigeriano Lagos City Stars en la Continental Basketball League, y participando unos meses después el FIBA Africa Clubs Champions Cup con el equipo mozambiqueño Ferroviário da Beira.
Al año siguiente volvió a girar por Latinoamérica: jugó en El Salvador con el Santiagueño BC, luego en Venezuela con los Toros de Aragua y en Bolivia con el Universidad de Santa Cruz, retornando a tierras salvadoreñas para formar parte del Isidro Metapán.
Aunque a comienzos de octubre de 2018 se había anunciado que el Círculo Gijón de la LEB Plata de España lo había contratado, el jugador sólo pudo hacer su debut en el equipo recién a finales de diciembre de ese año. Disputó 20 partidos con los asturianos, dejando el club a comienzos de abril para cruzar el Atlántico y sumarse al JASS de la Liga Superior de Baloncesto de Nicaragua. 
Posteriormente jugó la temporada 2019-20 de la LNB de Chile con el AB Temuco, y regresó a Nicaragua para integrar el plantel del Rivas campeón de la Liga Superior de Baloncesto.
En marzo de 2021 tuvo un fugaz regreso a Chile para jugar como refuerzo de la Universidad de Concepción en la BCLA. Unos meses después Prinsloo se incorporó a los Cape Town Tigers, haciendo así su debut en el baloncesto de Sudáfrica. Jugó en ese equipo hasta diciembre de 2023, retornando a la Universidad de Concepción.
En octubre de 2024 se unió a Las Ánimas de Chile. Dejó el equipo en diciembre de ese año y en febrero de 2025 se unió al REG de la Rwandan Basketball League.

## Selección nacional
Prinsloo jugó el Afrobasket 2017 con la selección de baloncesto de Sudáfrica.